# Alosa immaculata
Alosa immaculata је зракоперка из реда Clupeiformes и фамилије Clupeidae.

## Угроженост
Ова врста се сматра рањивом у погледу угрожености врсте од изумирања.

## Распрострањење
Ареал врсте Alosa immaculata обухвата већи број држава. 
Присутна је у следећим државама: Русија, Србија, Румунија, Украјина, Турска, Бугарска, Молдавија и Грузија. У Мађарској изумрла.

## Станиште
Станишта врсте су мора, речни екосистеми и слатководна подручја. 
Врста је присутна на подручју Црног мора, и у рекама притокама где се мрести.

## Начин живота
Исхрана врсте Alosa immaculata укључује зоопланктон и мале рибе.